# Anna Werblińska
Pour les articles homonymes, voir Anna Barańska et Barańska.
Anna Werblińska (née Barańska le 14 mai 1984 à Świdnica) est une joueuse de volleyball polonaise. Elle mesure 1,78 m et jouait au poste de réceptionneuse-attaquante. Elle a totalisé 123 sélections en équipe de Pologne.

## Biographie
Sa sœur Bogumiła Pyziołek (Barańska) est également joueuse de volley-ball.

## Clubs
| Club                | De        | À         |
| ------------------- | --------- | --------- |
| Polonia Swidnica    | 1999-2001 | 2000-2001 |
| Gwardia Wrocław     | 2001-2005 | 2004-2005 |
| Winiary Kalisz      | 2005-2006 | 2007-2008 |
| BKS Bielsko-Biała   | 2008-2009 | 2010-2011 |
| Muszynianka Muszyna | 2011-2012 | 2012-2013 |
| PSPS Chemik Police  | 2013-2014 | 2016-2017 |

## Palmarès

### Équipe nationale
- Championnat d'Europe des moins de 18 ans
  - Finaliste : 2001.
- Championnat d'Europe des moins de 20 ans
  - Vainqueur : 2002.
- Jeux européen
  - Finaliste : 2015.

### Clubs
- Championnat de Pologne
  - Vainqueur : 2007, 2010, 2014, 2015, 2016, 2017.
  - Finaliste : 2009, 2012.
- Coupe de Pologne
  - Vainqueur : 2007, 2009, 2014, 2016, 2017.
  - Finaliste : 2015.
- Supercoupe de Pologne
  - Vainqueur : 2007, 2010, 2011, 2014, 2015.
- Coupe de la CEV
  - Vainqueur :2013.

### Distinctions individuelles
- Championnat d'Europe féminin de volley-ball des moins de 18 ans 2001: Meilleure attaquante.